# Улица Лобановский Лес
Улица Лобановский Лес — улица в Новомосковском административном округе города Москвы на территории района Коммунарка вблизи станции метро «Прокшино». Пролегает между Филатовским шоссе и улицей Братьев Гранат (в стадии строительства).

## Расположение
К улице примыкает с восточной стороны переулок Шеппинга и ЖК «Прокшино», с западной стороны от улицы находится парк «Хованская дубрава» и лес. По улице в 2025 году числятся дома № 9 и 11.

## Происхождение названия
Улица названа по фамилии князей Лобановых-Ростовских, владевших в XVII веке землёй в данной местности.
В XIX веке лес на месте нынешней Хованской дубравы назывался Лобановским.

## Транспорт
На Филатовском шоссе расположена остановка автобусов «Улица Лобановский Лес»:
- 109:  Филатов Луг —  Прокшино — Испанские кварталы
- с999:  Филатов Луг —  Прокшино — Испанские кварталы —  Ольховая